# Danh sách tập phim Sonny with a Chance
Sau đây là danh sách các tập của chương trình kênh Disney, Sonny With a Chance

## Tổng quan chương trình
| Mùa | Số tập | Bắt đầu chiếu      |
| --- | ------ | ------------------ |
| 1   | 22     | 8 tháng 2 năm 2009 |

## Mùa 1: 2009
Mỗi tập mang tên theo một bộ phim. Giống với việc bắt chước tên một bài hát ở mỗi tên tập của Hannah Montana
| Tập | Tên tập                            | Đạo diễn bởi             | Kịch bản bởi                    | Ngày chiếu tại Mỹ   | Mã sản xuất | Nội dung |
| --- | ---------------------------------- | ------------------------ | ------------------------------- | ------------------- | ----------- | --- |
| 1   | "Sketchy Beginnings"               | David Trainer            | Michael Feldman và Steve Marmel | 8 tháng 2 năm 2009  | 101         | Sonny đến trường quay rất hào hứng nhưng không biết rằng cô được nghỉ vì thời gian khó khăn của Tawni, việc ngày càng tệ hơn khi cô thay đổi chương trình "ruột" của Tawni. Lượng khán giả (Mỹ): 4,1 triệu người |
| 2   | "West Coast Story"                 | David Trainer            | Michael Feldman và Steve Marmel | 8 tháng 2 năm 2009  | 104         | Sau khi nghe chuyện về MacKenzie Falls và So Random! là đối thủ của nhau, Sonny mời nhóm diễn xuất đi một buổi dã ngoại hoà bình để gia tăng tinh thần đoàn kết giữa họ nhưng mọi thứ không diễn ra như dự định ban đầu, thế là nhóm diễn viên So Random! thách thức MacKenzie Falls chơi trò nghe nhạc giành ghế Lượng khán giả (Mỹ): 4 triệu người |
| 3   | "Sonny at the Falls"               | Eric Dean Seaton         | Phil Baker và Drew Vaupen       | 15 tháng 2 năm 2009 | 112         | Nhóm diễn viên của So Random! ghen tị với sự phục vụ của nhà ăn với dàn diễn viên của MacKenzie Falls. Sau khi biết So Random! đã nổi tiếng hơn sau khi Sonny tham gia, Chad đã lập ra một kế hoạch để thâu tóm lấy Sonny về MacKenzie Falls. Mọi việc cảng tệ hơn khi ý tưởng của Sonny bị mọi người trong nh1om diễn viên bác bỏ, sau đó Sonny bỏ đi và đến vớiMacKenzie Falls. Nhóm diễn iên So Random! phải lên kế hoạch đưa Sonny trở về Lượng khán giả (Mỹ): 3.5 triệu người |
| 4   | "You've Got Fan Mail"              | Philip Charles MacKenzie | Phil Baker và Drew Vaupen       | 22 tháng 2 năm 2009 | 107         | Tawni bảo Sonny rằng cô không có bất cứ thư của người hâm mộ nào. Sonny bảo cô không quan tâm nhưng sau đó thừa nhận rằng là có. Thế là Sonny tự viết cho mình một bức thư dưới tên Eric. Mọi thứ trở nên rối rắm khi Marshall mời Eric đến phim trường để giao lưu cùng Sonny vì là người hâm mộ đầu tiên của cô. Sonny phải đóng giả Eric và sau đó Chad từ MacKenzie Falls đã giúp Sonny với việc giả trang thành Eric sau khi Sonny bảo anh rằng anh không quan tâm tới mọi việc. |
| 5   | "Cheater Girls"                    | Eric Dean Seaton         | Dava Savel                      | 1 tháng 3 năm 2009  | 106         | Sonny lo lằng rằng cô sẽ không thể vượt qua bài kiểm tra môn Hình học và nếu cô không đạt điểm cao thì mẹ cô sẽ không cho cô đóng tập mới của chương trình. Trong khi đó, Nico và Grady mua một con rắn để gây ấn tượng với một cô gái tại trường quay |
| 6   | "Three's Not Company"              |                          |                                 | 8 tháng 3 năm 2009  | 105         | Bạn của Sonny, tên Lucy đến thăm cô từ Wisconsin nhưng Tawni dẫn Lucy đến tiệc sinh nhật của Chad mà không mời Sonny nên đã có một số xích mích giữa Sonny và Lucy. |
| 7   | "Poll'd Apart"                     |                          |                                 | 15 tháng 3 năm 2009 | 110         | Một blogger chuyên tung tin đồn, Sharona nhắm vào Sonny và Tawni để họ được đứng với cô tại lễ trao giải The Oh You Didn't Awards. Trong khi đó, Nico và Grady thuyết phục Chad chở họ đến lễ trao giải trên chiếc xe mới của Chad |
| 8   | "Fast Friends"                     |                          |                                 | 29 tháng 3 năm 2009 | 102         | Chad và Sonny trở thành bạn thân của nhau, dàn diễn viên của So Random! và MacKenzie Falls hợp tác với nhau để kéo họ ra. |
| 9   | "Sonny With a Chance of Dating"    |                          |                                 | 12 tháng 4 năm 2009 | 111         | Sonny hẹn hò với bạn trai cũ của Tawni là James. Chad ghen tức và thừa nhận Sonny rất dễ thương nhưng James thì rất muốn quay lại với Tawni và ngày hôm sau chia tay với Sonny nhưng Tawni không muốn hẹn hò lại với anh và họ lập ra kế hoạch để chia tay với James. Chad có muộn cuộc hẹn giả với Sonny để làm James ghen và kế hoạch thành công. Trong khi đó Zora bảo vệ Nico và Grady khi người ta bắt gặp họ đang uống sữa chua từ vòi của Murphy. |
| 10  | "Sonny And The Studio Brat"        |                          |                                 | 26 tháng 4 năm 2009 | 114         | Sonny đưa con gái của giám đốc phim trường - Dakota tham quan phim trường. Khi gặp Zora, cô bé nói rằng Dakota là "quỷ dữ" và lúc sau trở thành hiện thực. Dakota yêu cầu được gặp Chad nhưng Chad từ chối trừ khi anh đến được câu lạc bộ giả dưới tầng hầm mà Tawni, Nico và Grady đã tạo ra. |
| TBA | "Guess Who's Coming To Guest Star" | Eric Dean Seaton         | Steve Marmel và Micheal Feldman | TBA                 | 108         | Khi Jackson Tyler từ Tridark (bắt chước Robert Pattinson trong Twilight từ chối xuất hiện trong chương trình "So Random", Marshall đã đưa Chad Dylan Cooper vào vị trí khách mời thay thế. Tuy nhiên, Sonny phát hiện mình phải đóng một vở kịch với Chad, Chad nói với Sonny rằng cô sẽ phải lòng Chad. Đầu tiên, Sonny giả vờ vấp ngã, tỏ ra lo lắng, sau đó mơ về Chad, đánh mất bản thân mình khi nhìn vào đôi mắt của Chad. Khi mọi việc bắt đầu xảy ra, Sonny quyết định đội một chiếc mũ để tránh nhìn vào mắt Chad. Tuy nhiên ngay lúc này Marshall thông báo Sonny sẽ phải hôn Chad. Trong khi đó, Marshall để phòng làm việc của mình cho Nico và Grady sử dụng để họ nhường phòng thay đồ cho Chad. Nico và Grady đã lợi dụng căn phòng, mua một con lợn mặc áo hồng, mọi thứ trở nên rắc rối. Trong đêm diễn, Nico và Grady đưa con lợn cho Marshall ôm khi họ đến xin lỗi. Lúc Chad và Sonny chuẩn bị hôn nhau thì con lợn nhảy vào lòng Sonny và hôn Chad. |
| 11  | "Promises, Prom-mises"             |                          |                                 | 3 tháng 5 năm 2009  |             | Sonny thất vọng vì không được dự vũ hội tại quê nhá Wisconsin, cô hỏi Marshall liệu có được tổ chức tại phim trường không thì ông đã từ chối. Sonny quyết định tạo một vũ hội bí mật cho mọi người tuy nhiên lại quá bận rộn với việc tổ chức để được thật sự tham gia vũ hội. Sau đó, Sonny bị bắt gặp nhưng được Marshall cho phép tổ chức vũ hội. Chad sau đó mời Sonny nhảy. Trong khi đó Nico hướng dẫn Grady cách nhảy và Tawni muốn trở thành công chúa vũ hội. |
| 12  | "Heartbreak Kids"                  |                          |                                 | 17 tháng 5 năm 2009 |             | |